# Love Me Not
Pour plus de détails, voir Fiche technique et Distribution.
Love Me Not (사랑따윈 필요없어, Sarang ddawin piryo eopseo) est un film sud-coréen de Lee Cheol-ha sorti en novembre 2006.
Il s'agit d'une adaptation de la série télévisée japonaise I Don't Need Love, Summer.

## Synopsis
Un séducteur se fait passer pour le frère disparu d'une jeune fille afin de récupérer l'héritage de leur père tout juste décédé...

## Fiche technique
- Titre : Love Me Not
- Titre original : 사랑따윈 필요없어 (Sarang ddawin piryo eopseo)
- Réalisation : Lee Cheol-ha
- Scénario : Lee Cheol-ha, Kim Seon-jeong, Kim Jae-yeon, Won Tae-yeon et Tatsui Yukari
- Musique : Kim Tekn
- Photographie : Kang Chang-bae
- Montage : Moon In-dae
- Production : Jeon Jae-young et Kang Cheol-gyu
- Société de production : Sidus
- Société de distribution : Showbox
- Pays :  Corée du Sud
- Langue : Coréen
- Format : couleur - Dolby digital - 1:2.35
- Genre : Drame et romance
- Durée : 119 minutes
- Dates de sorties :
  -  Corée du Sud : 9 novembre 2006

## Distribution
- Kim Joo-hyeok : Julian
- Moon Geun-young